# Ейский (Краснодарский край)
Е́йский — хутор в Староминском районе Краснодарского края.
Входит в состав Канеловского сельского поселения.

## География
Хутор расположен на реке Ея.

### Улицы
- ул. Октябрьская.

### Станция
Ея Ивановская или 1431 километр.

## Население
| 2002 | 2010 |
| ---- | ---- |
| 222  | ↘193 |